# Les Veilleurs de l'apocalypse
Les Veilleurs de l'apocalypse est un roman d'espionnage de Robert Ludlum paru en 1997. Il est extrêmement bien documenté sur le milieu de l'espionnage et du contre-espionnage.

## Résumé
Harry Latham, un agent secret américain, a réussi à infiltrer un puissant mouvement néonazi qui prépare activement l'avènement du quatrième Reich. Latham ignore qu'il a été démasqué et récupère une liste des principaux membres du groupe, laquelle est falsifiée par les néonazis qui y font figurer des membres influents des plus puissants gouvernements. 
Latham est abattu sous les yeux de son frère Drew, lui aussi agent américain. Drew décide d'endosser l'identité de son frère afin de faire croire aux néonazis qu'ils se sont trompés de cible. Il peut compter sur le soutien de rares collègues et d'une femme dont il devient l'amant, Karin, employée aux Renseignements à Paris. Drew découvre petit à petit la tentaculaire organisation nazie et parvient à semer la panique parmi ses membres grâce à un subtil et dangereux jeu de cache-cache et d'intox. 
Il découvrira finalement que le nouveau Führer n'est autre que le mari de Karin, que tous croyaient mort. Dans la scène finale, les agents américains découvrent dans un château français un homme très âgé et vénéré par les néonazis : c'est Adolf Hitler...